# Latarnia czarnoksięska

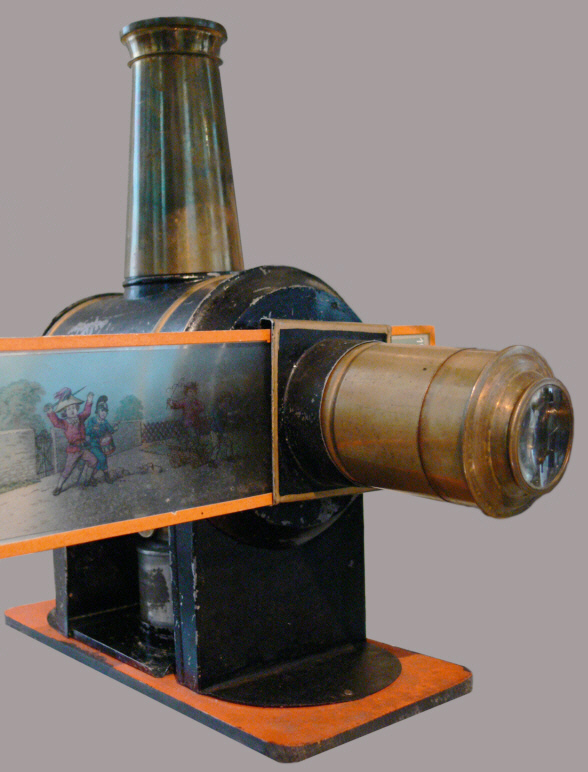
Latarnia magiczna, Muzeum Zamkowe Aulendorf

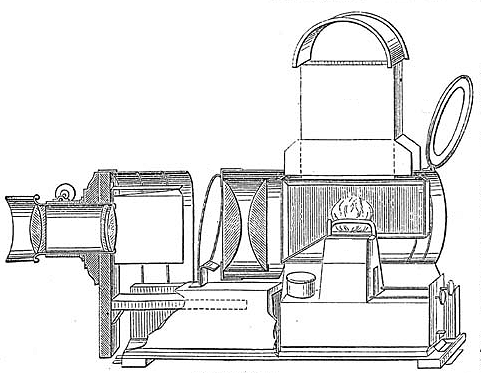
Zasada działania. Rycina z encyklopedii Meyers Konversations

Latarnia czarnoksięska, latarnia magiczna (z łac. również laterna magica, lanterna magica) – prosty aparat projekcyjny rzutujący obraz ze szklanych przeźroczy, wyposażony w soczewkę i źródło światła.

## Historia
Za wynalazcę urządzenia uznaje się jezuitę Athanasiusa Kirchera (1602–1680), który opisał ją w książce Ars Magna Lucis et Umbrae (tłum. Wielka sztuka światła i cienia) z 1671 roku.  Kircher skonstruował latarnię w 1645 roku. Prototypem latarni był przyrząd do rzutowania obrazów opisany w 1430 roku przez włoskiego inżyniera Giovanniego Fontanę (ok. 1395–1455). Przyrząd był rodzajem lampy ze szklaną szybą, na której malowano obraz, zazwyczaj postać diabła lub kościotrupa. 
Latarnia czarnoksięska została udoskonalona przez belgijskiego fizyka E.G. Robertsona (1763–1837), który do urządzenia dodał mechanizm regulacji ostrości – tzw. fantoskop. 
W XIX wieku oglądanie obrazów rzucanych przez latarnię – teatrzyk optyczny – stało się popularną rozrywką. 
Aparat ten można uznać za prekursora:
- diaskopu – aparatu do wyświetlania przezroczy w świetle przechodzącym
- episkopu – aparatu do wyświetlania obrazów nieruchomych w świetle odbitym
- epidiaskopu – połączenia diaskopu z episkopem
- powiększalnika fotograficznego
- projektora filmowego